# شهرستان بالقاش
شهرستان بالقاش یا شهرستان بالخاش (به قزاقی: Балқаш ауданы، بالقاش اۋدانى) یک سکونتگاه مسکونی در قزاقستان است که در استان آلماتی واقع شده‌است.

## خصوصیات
شهرستان بالخاش ۳۷٬۴۰۰ کیلومترمربع مساحت و ۳۰٬۴۰۲ نفر جمعیت دارد.